# Василівка (Вознесенський район)
Васи́лівка — село в Україні, у Бузькій сільській громаді Вознесенського району Миколаївської області. Населення становить 377 осіб.

## Географія
У селі бере початок Балка Щербанська.

## Населення

### Мова
Розподіл населення за рідною мовою за даними перепису 2001 року:
| Мова            | Кількість | Відсоток |
| --------------- | --------- | -------- |
| українська      | 358       | 94.96%   |
| румунська       | 14        | 3.71%    |
| російська       | 4         | 1.06%    |
| інші/не вказали | 1         | 0.27%    |
| Усього          | 377       | 100%     |